# Consell regional Alta Galilea
Alta Galilea és un consell regional del districte del Nord d'Israel. La població del consell regional és molt variada, i inclou jueus, àrabs, cristians i drusos. Es troba a la regió coneguda com a "dit de Galilea", a l'est del Líban i a l'oest dels Alts del Golan.

## Economia
La regió ha estat, durant molts anys, un nucli agrícola. La majoria del terreny era molt pantanós fins als anys cinquanta, quan les terres foren dessecades i aprofitades per a usos agrícoles.
Tot i això, actualment un 79% de l'activitat econòmica del consell es basa en el sector industrial. La major part de les fàbriques es dediquen al processament del plàstic i del cuiro. El fet que bona part de la població encara es dediqui a l'agricultura ha afavorit que s'hi instal·lessin també algunes plantes de processament d'aliments.

## Nuclis de població
El municipi agrupa els nuclis de població següents: Amir, Ammi'ad, Ayyelet Hashahar, Bar'am, Dafna, Dan, Gadot, Gonen, Hagosherim, Hulata, Kefar Blum, Kefar Guiladi, Kefar Hanasi, Kfar Szold, Lahavot Habashan, Mahanayim, Malquià, Ma'yan Barukh, Menara, Misgav Am, Ne'ot Mordekhay, Qaddarim, Sasa, Sede Nehemya, Senir, Shamir, Yiftah, Yir'on, Ziv'on.